# 友子ヤングコンサート
『友子ヤングコンサート』（ともこヤングコンサート）は、1978年10月2日から同年12月29日まで東京12チャンネル（現・テレビ東京）で放送されていた音楽番組である。放送時間は毎週月曜 - 金曜 19:15 - 19:30 （日本標準時）。

## 概要
子供向けに放送されていた平日帯の15分番組で、おねえさん役の斉藤知子（後の斉藤とも子）がアヒルのおもちゃ「しぶ平」などと楽しくおしゃべりをしながらクラシック音楽の名曲を紹介していた。紹介する曲には、子供が親しめるようなアレンジが施されていた。
麒麟麦酒の一社提供で放送されていたが、番組の性質上、同社はこの時間帯においてはビール製品の宣伝を行わず、キリンレモンなどの清涼飲料水や系列会社の小岩井乳業が製造・販売する乳製品のCMを流していた。
番組の終了後、替わって木曜19:30枠に麒麟麦酒提供のテレビアニメ放送枠『キリン名曲ロマン劇場』が編成された。